# إيجمان
إيغمان (بالبوسنوية: Igman)‏ هو جبل في وسط البوسنة والهرسك, من الناحية الجيولوجية إغمان هو جزء من جبال الألب الدينارية وشكلت إلى حد كبير من الصخور الرسوبية الثانوية والثالثية، ومعظمهم من الحجر الجيري. وهي تقع جنوب غرب سراييفو كان إيغمان موقعا للقتال المكثف خلال فترة 1992-1995 وحصار سراييفو وبعض المناطق، ولا سيما المناطق المحيطة بالخطوط الأمامية السابقة، تنطوي على مخاطر عالية من الألغام.